# بيل رانفورد
بيل رانفورد (من مواليد 14 ديسمبر 1966) هو حارس مرمى كندي محترف سابق في هوكي الجليد ومدرب حراسة المرمى الحالي لفريق لوس أنجلوس كينجز.

## الحياة الشخصية
رانفورد هو عم لاعب هوكي الجليد المحترف بريندان رانفورد. وهو متزوج من كيلي وله ابنتان كاسادي وتريستان.